# SpaceX Raptor

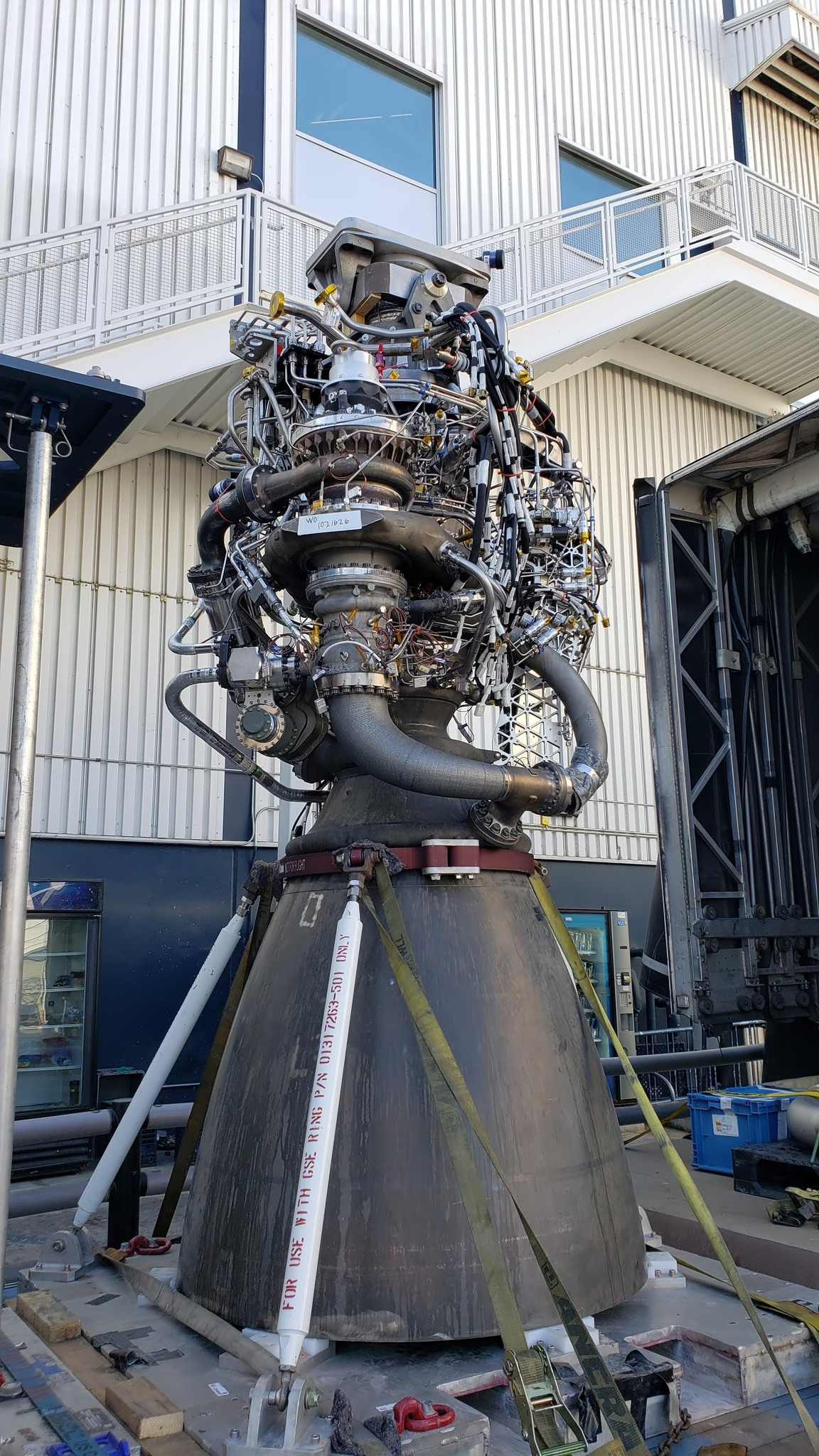
Um motor de foguete Raptor 1 pronto para transporte do lado de fora da fábrica da SpaceX em Hawthorne, Califórnia.

Esquema de combustão do motor Raptor.

O Raptor é uma família de motores de foguete de combustível líquido criogênico, que utiliza um ciclo de combustão em estágios, que atualmente está sendo desenvolvido pela SpaceX. Ele é alimentado com uma mistura criogênica de metano líquido (
CH4) e oxigênio líquido (LOX), em vez da combinação RP-1 e LOX que vinha sendo usada tanto nos motores Merlin, quanto no motor Kestrel. Os primeiros desenhos do Raptor consideraram hidrogênio líquido (
LH2) como combustível em vez de metano.